# Orden de Calatrava
La Orden de Calatrava es una orden militar y religiosa fundada en el Reino de Castilla en el siglo XII, en el año 1158, por el abad Raimundo de Fitero, con el objetivo inicial de proteger la villa de Calatrava, ubicada cerca de la actual Ciudad Real. Pertenece al grupo de las órdenes cistercienses, en la actualidad es la descendiente y continuadora de la Orden Militar de Calatrava y, junto a la de Santiago, Alcántara y Montesa, forma parte del conjunto de órdenes hispánicas por antonomasia. Se define como una institución Católica que al igual que las órdenes hermanas en administración perpetua a la Corona de España defienden la fe y la tradición. Actualmente sus caballeros llevan una vida conforme a la  castidad conyugal, la santificación personal y la defensa de la fe católica erga omnes.
Actualmente y siguiendo el mandato del rey, las cuatro órdenes llevan a cabo sus actividades de forma conjunta y coordinada bajo las directrices que marca el Real Consejo, aunque conservando sus señas de identidad propias y su independencia. La dirección espiritual de la Orden está a cargo del capellán, Frey José María Berlanga López, rector de la Iglesia de la Concepción Real de Calatrava y en última instancia del obispo de la Diócesis de Ciudad Real y prior de las órdenes militares españolas de Santiago, Calatrava, Alcántara y Montesa. De este modo suman sus esfuerzos a través de las Fundaciones del Real Hospital de Cuenca y la Fundación Órdenes Españolas, encargadas de acometer sus actividades histórico-culturales y benéfico-sociales. Dentro de ese espíritu de respeto a las tradiciones se engloba el Hermanamiento que en el año 2002 llevó a cabo la Orden con la Academia de Caballería, a la que se encuentra incorporado el antiguo Regimiento de Calatrava. 
Las  órdenes militares españolas actuales son herederas y continuadoras de las que fueron fundadas en el siglo XII. Del mismo modo, el Arma de Caballería del ejército de España, es heredera y continuadora de aquel ejército, que tuvo su origen a finales del siglo XV, en tiempos de los Reyes Católicos, momento histórico en el cual el ejército asume las misiones propiamente militares de las órdenes, con el mismo espíritu y los mismos valores profundamente arraigados y sentidos por ambas partes. Es una distinción otorgada por Felipe VI que guarda sus tres fines confesionales de Alabanza a Dios, Defensa de la Fe y santificación personal.
Actualmente el real consejo de las órdenes militares españolas propone al rey el ingreso de nuevos caballeros y éste les concede y firma la merced de hábito. Existen unos requisitos de carácter religioso e histórico para el ingreso en la orden.

## Historia
La Orden de Calatrava surgió en el siglo XII como respuesta a la necesidad de defensa territorial del Reino de Castilla. La ciudad de Calatrava, conocida en árabe como *Qal’at Rabah*, se encontraba estratégicamente situada junto al río Guadiana y fue conquistada por el rey Alfonso VII de León en 1147 durante las campañas de expansión cristiana. Calatrava se convirtió en un importante baluarte para la protección de Toledo y la frontera castellana ante la amenaza de los ejércitos musulmanes de Al-Ándalus. Sin embargo, la falta de ejércitos regulares y la dificultad de repoblar las zonas de frontera hicieron que Alfonso VII entregara la custodia de Calatrava a la Orden del Temple en 1150 para asegurar su defensa.
Poco después, debido a la creciente presión militar musulmana, los templarios abandonaron la fortaleza, devolviéndola al sucesor de Alfonso VII, el rey Sancho III. En 1158, ante la incertidumbre sobre quién defendería la fortaleza, el rey ofreció Calatrava a cualquier noble dispuesto a asumir la responsabilidad de su defensa. Raimundo de Fitero, abad del Monasterio de Fitero, junto con fray Diego Velázquez, un monje y antiguo guerrero, aceptaron el desafío. Sancho III, en reconocimiento a este acto de valentía, cedió la fortaleza a los monjes cistercienses mediante un acuerdo formalizado el 1 de enero de 1158 en Almazán.
La Orden de Calatrava, bajo el liderazgo de Raimundo de Fitero y fray Diego Velázquez, organizó en poco tiempo un ejército compuesto por más de 20,000 monjes y soldados. La llegada de este contingente logró desalentar a las fuerzas musulmanas, quienes finalmente se retiraron hacia el sur, consolidando así el dominio cristiano sobre Calatrava.
Inicialmente, Raimundo de Fitero concibió la orden como una comunidad monacal antes que como una estructura militar, reflejando su origen en la espiritualidad cisterciense. Esta visión chocó con las aspiraciones de algunos caballeros, quienes deseaban una organización más militarizada. Esta tensión entre lo religioso y lo militar se resolvió con la creación de un maestrazgo, un cargo de liderazgo que gestionaba los aspectos militares y religiosos de la orden sin intervenir en cuestiones exclusivamente eclesiásticas.

### Elección del primer maestre
La Orden de Calatrava surgió con una estructura híbrida de vida monacal y militar, lo que generó ciertas tensiones entre sus miembros. Algunos caballeros, poco acostumbrados a las rígidas reglas monásticas, mostraron reticencia a seguir las directrices de un abad cisterciense, al que consideraban poco adecuado para liderar una orden que también debía ejercer funciones militares en la frontera. La solución fue establecer una separación administrativa y militar: los monjes se trasladaron a Ciruelos, donde mantenían la vida espiritual, mientras que los caballeros se instalaron en Ocaña, donde se organizaban las actividades militares.
Para dirigir esta nueva orden militar hispánica, los caballeros decidieron elegir un líder propio, un Maestre, que pudiera gobernar tanto en lo militar como en lo religioso sin romper con la espiritualidad cisterciense. Así, la Orden de Calatrava se convirtió en la primera orden militar hispánica, enfocada en la defensa de la fe y el territorio. 
El primer Maestre elegido fue Don García, un caballero que, mediante acuerdos con la Orden del Císter y la aprobación papal, obtuvo una regla inspirada en las prácticas cistercienses, pero adaptada a la vida de los caballeros. Bajo esta regla, los miembros de la orden asumieron tres votos religiosos: obediencia, castidad y pobreza. También se impuso la observancia del silencio en el dormitorio, el refectorio y el oratorio, en un esfuerzo por mantener el espíritu monástico en la vida diaria de los caballeros, pese a su vida en el campo militar.
Además de estos compromisos, la regla especificaba que los caballeros debían ayunar cuatro días a la semana, dormir en sus armaduras y vestir únicamente el hábito blanco cisterciense, inicialmente adornado con una cruz negra. Esta cruz, símbolo de la orden, fue modificada en el siglo XIV, cuando se adoptó la cruz roja flordelisada, que se configuraría como el distintivo definitivo de la orden en el siglo XVI.
La elección de Don García como primer Maestre marcó el inicio de una tradición jerárquica y militar en la Orden de Calatrava, que se consolidó como un modelo de vida caballeresca y religiosa, influenciando así el desarrollo de otras órdenes militares hispánicas, como la Orden de Santiago y la Orden de Alcántara. El maestrazgo de Don García, más allá de sus aspectos administrativos, también fortaleció la posición de la Orden como defensor de la fe en la península y como fuerza esencial en las campañas de la Reconquista.

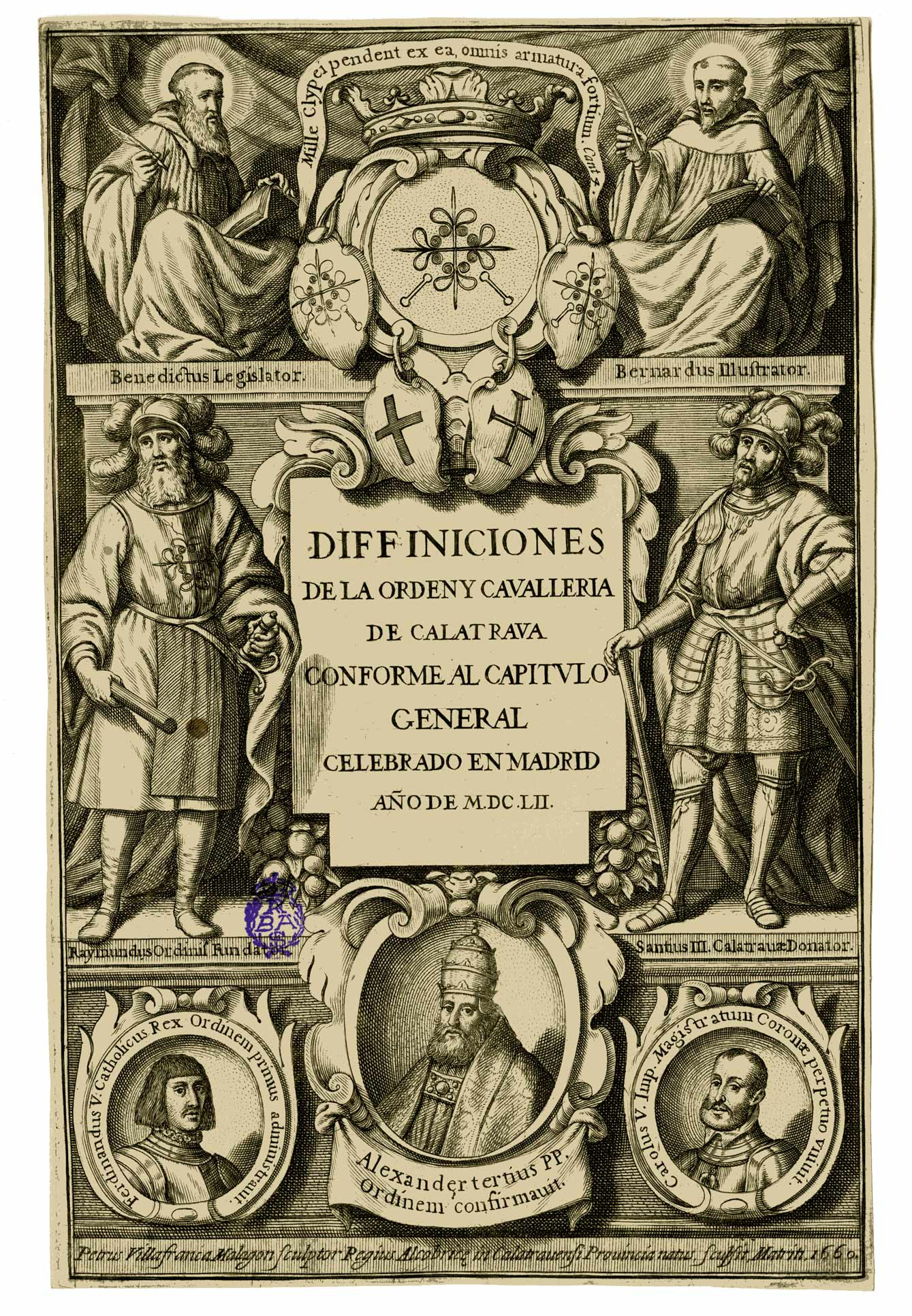
Definiciones de la Orden y Caballería de Calatrava, grabado por Pedro de Villafranca, Madrid, 1660. Real Academia de Bellas Artes de San Fernando, Madrid).

### Expansión y Consolidación
Durante el siglo XII, la Orden de Calatrava experimentó una expansión significativa en sus territorios y poder militar, fortaleciendo su rol en la defensa de la Reconquista. En 1174, el rey Alfonso VIII cedió a la Orden el Castillo de Zorita de los Canes y sus territorios, con el propósito de reforzar la defensa de la frontera norte del Tajo ante las incursiones almohades. Este enclave estratégico permitió a la Orden consolidar su presencia en la región y establecer una línea de fortificaciones defensivas para proteger Castilla.
En 1179, la expansión de la Orden alcanzó la Corona de Aragón, cuando el rey Alfonso II de Aragón les cedió el castillo de Alcañiz, que se convirtió en la Encomienda Mayor de la Orden en Aragón. Esta posesión fue clave para la influencia de Calatrava en el Bajo Aragón y en la Corona de Aragón, asegurando un punto avanzado en la frontera oriental del reino.
La expansión territorial de la Orden continuó en 1183 con la concesión de la Dehesa de Abenójar por Alfonso VIII, lo que resultó en que el pueblo pasara a llamarse "Abenójar de Calatrava" hasta 1814. La Orden administraba los nuevos territorios con autonomía, imponiendo su propia justicia y contribuyendo a la repoblación de áreas despobladas. La influencia y el poder de la Orden crecieron rápidamente, pero también enfrentaron desafíos militares significativos.
En 1195, la Orden sufrió una de sus mayores derrotas en la Batalla de Alarcos, donde las fuerzas cristianas fueron superadas por las tropas almohades lideradas por el califa Abu Yaqub Yusuf. Como consecuencia, la Orden tuvo que evacuar su fortaleza en Calatrava y retirarse a Ciruelos. Esta derrota dejó a la Orden al borde del colapso, con grandes pérdidas en su estructura militar y económica.
Para contrarrestar la situación, los caballeros de la Orden, liderados por Martín Pérez de Siones, tomaron por sorpresa el Castillo de Salvatierra, trasladando allí su sede hasta 1211. Durante este período, la Orden fue conocida como la Orden de Salvatierra. Este castillo, ubicado en una posición defensiva estratégica, permitió a los caballeros continuar su actividad militar hasta que pudieron restablecer su fuerza.
La consolidación definitiva del poder de la Orden llegó después de su participación en la Batalla de las Navas de Tolosa en 1212. Esta victoria cristiana marcó un punto de inflexión en la Reconquista, debilitando de manera decisiva a las fuerzas almohades en la península ibérica. Tras la batalla, la Orden de Calatrava estableció su sede en la fortaleza de Calatrava la Nueva en 1218. Esta nueva sede, construida en el castillo de Dueñas y en parte por prisioneros musulmanes, se encontraba en un lugar más defendible y estratégico, lo que garantizó su seguridad y permanencia. La antigua sede en Calatrava la Vieja, ubicada junto al río Guadiana, fue relegada a ser una Encomienda, manteniendo su valor simbólico pero sin el peso estratégico que había tenido en sus primeros años.
A través de estas conquistas y su reorganización territorial, la Orden de Calatrava se convirtió en una de las principales instituciones militares y políticas de la península, adquiriendo vastos territorios y poder sobre numerosas poblaciones. Su influencia se extendió en toda la Meseta Central, con posesiones que incluían castillos, fortalezas, y encomiendas que le otorgaban una posición de señorío feudal sobre sus vasallos. A lo largo de la Reconquista, la Orden fue capaz de aportar hasta 2000 caballeros al campo de batalla, siendo una de las fuerzas militares más respetadas de la Edad Media ibérica.

### Poder político y decadencia
Durante la Reconquista, la Orden de Calatrava consolidó su poder político y militar en la península ibérica, alcanzando una influencia que se extendía a lo largo de la frontera entre Castilla y Aragón. Administraba amplios territorios, que incluían numerosos feudos y propiedades que ejercían señorío sobre miles de vasallos. La Orden actuaba con gran autonomía frente a los monarcas de Castilla y Aragón, manteniendo su fidelidad únicamente al Papa y al Abad de Morimond en Francia, quien supervisaba su dimensión espiritual.
En 1228, el rey Fernando III concedió a la Orden nuevas plazas en Andalucía, como Martos, Porcuna y Alcaudete, lo que le permitió fortalecer su presencia en el sur de la península y expandir su influencia en la región. Durante los siglos XIV y XV, la Orden de Calatrava continuó extendiendo sus encomiendas en Jaén, Córdoba y Sevilla, consolidando su rol en la defensa de las fronteras y en la administración de nuevos territorios cristianizados.
En 1487, la Orden experimentó un cambio trascendental cuando Fernando el Católico fue nombrado Maestre mediante bula papal, uniendo así el liderazgo de la Orden a la Corona Española. Con esta integración, la Orden quedó bajo el control directo de la monarquía, y desde entonces, todos los Reyes de España asumieron el título de Maestre. Esta decisión reforzó la centralización del poder en la Corona, limitando la autonomía que la Orden había tenido hasta entonces.
Con la culminación de la Reconquista en 1492 y la consolidación de la unidad política bajo los Reyes Católicos, la función militar de la Orden comenzó a diluirse, y su propósito principal pasó a ser la administración de sus extensas propiedades. La acumulación de tierras y bienes convirtió a la Orden en una fuente importante de ingresos para la Corona, pero también la alejó progresivamente de su vocación original de defender la fe y el territorio. A medida que las necesidades militares disminuyeron, la Orden fue adaptándose a una función más económica y simbólica dentro de la monarquía española.
En el siglo XIX, con las reformas liberales y los movimientos de secularización, la Orden de Calatrava perdió la mayor parte de sus bienes. En 1855, la Desamortización de Pascual Madoz secularizó oficialmente sus propiedades, transfiriendo la mayoría de sus bienes al Estado y afectando gravemente su base económica. La Orden fue temporalmente suprimida durante la Primera República Española en 1873, aunque fue restaurada en 1875, con el papado a cargo de su regulación interna, limitándose entonces principalmente a funciones religiosas y simbólicas.
En la actualidad, la Orden de Calatrava sigue activa como una orden de carácter religioso, centrada en la defensa de la fe católica y en la preservación de sus tradiciones. Su rama femenina, dedicada a la vida contemplativa, reside en el Monasterio de Nuestra Señora de la Inmaculada Concepción de Calatrava en Moralzarzal, Madrid. Este monasterio mantiene vivo el legado espiritual de la Orden, siguiendo la regla cisterciense y portando la histórica cruz de Calatrava en su hábito.

## Sede
La administración territorial de la Orden de Calatrava en La Mancha se organizaba en torno a una red de castillos que servían como centros de control y gestión. Estos castillos, además de marcar la influencia de la Orden, ayudaban a asegurar el dominio de la región, protegiendo sus recursos y supervisando a las poblaciones bajo su jurisdicción. Cada castillo contaba con una estructura jerárquica propia y una función estratégica dentro del territorio, situándose en puntos clave como rutas comerciales, caminos de paso y enclaves geográficos elevados que facilitaban la defensa de los límites fronterizos de la Orden.
Al estar situada en una zona de constante conflicto fronterizo, donde las fortalezas podían cambiar de manos entre castellanos y almohades, la Orden organizó su territorio en torno a castillos dispuestos a una distancia estratégica de aproximadamente 40 kilómetros entre sí. Esta separación permitía a cada castillo controlar eficazmente un área, al tiempo que se aseguraba el apoyo mutuo en caso de ataques. Calatrava la Vieja destacaba como la sede central y el núcleo de esta red defensiva hasta la construcción de Calatrava la Nueva en 1218, que se convertiría en la sede definitiva de la Orden.
El sistema de organización de castillos utilizado por la Orden no era una invención propia, sino que fue heredado en gran medida de las estructuras militares musulmanas. Muchos de los castillos y fortificaciones de la Orden fueron construidos por los almohades y posteriormente adaptados para su propósito cristiano. Otros castillos fueron erigidos por la Orden con el objetivo de fomentar la repoblación en áreas despobladas y de asegurar el control territorial frente a las incursiones musulmanas. La derrota en la Batalla de Alarcos en 1195 evidenció las debilidades de este sistema defensivo, ya que muchas fortalezas fueron abandonadas o se replegaron, lo que debilitó momentáneamente la capacidad de la Orden para mantener su control territorial.
El rey Alfonso VIII reconoció la importancia estratégica de la Orden de Calatrava y otorgó derechos de conquista sobre castillos y territorios, además de concederle una quinta parte del botín obtenido en sus campañas. Esto facilitó el crecimiento territorial y económico de la Orden, que utilizaba sus recursos para consolidar su poder en las regiones de frontera y para fortificar sus plazas principales, fortaleciendo así el papel militar de la Orden en la Reconquista.
Actualmente, la sede de la Orden se encuentra en la Plaza de las Comendadoras, número 10, en Madrid. Esta ubicación, conocida históricamente como el Convento de las Comendadoras de Calatrava, refleja el legado de la Orden en la capital española y sigue siendo un símbolo de su antigua influencia y relevancia en la península ibérica.

## Dignidades

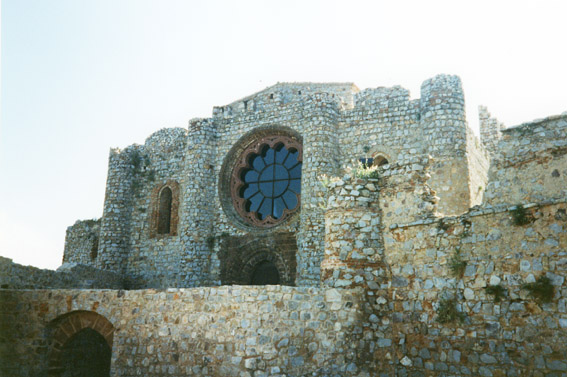
Iglesia del castillo de Calatrava la Nueva en Aldea del Rey, Ciudad Real.

Las altas dignidades de la Orden de Calatrava se desarrollaron y consolidaron a lo largo de los años, especialmente con la confirmación de los estatutos definitivos en 1467. La estructura jerárquica de la Orden reflejaba su dimensión espiritual y militar, y sus principales dignidades eran las siguientes:
MaestreLa máxima autoridad de la Orden, el Maestre tenía poder supremo en todos los aspectos de la administración y las actividades de la Orden. Entre sus funciones estaban la concesión de encomiendas, la designación de hábitos y prioratos, y la administración de justicia, incluyendo a todos los miembros de la Orden y a sus vasallos. El cargo de Maestre era de carácter electivo y vitalicio, otorgando al titular una posición de liderazgo casi absoluto. La Orden de Calatrava tuvo un total de 30 Maestres hasta que se unió a la Corona Española en 1487 bajo Fernando el Católico, quien asumió el título de Maestre por bula papal, unificando así la orden con la monarquía española. Actualmente, el título de Gran Maestre es honorífico y recae en el rey de España como jefe de la Casa Real española.
Comendadores Mayores de Castilla y AragónEstos dignatarios eran las autoridades principales después del Maestre y estaban a cargo de las encomiendas en sus respectivos reinos. Los Comendadores Mayores ejercían funciones de supervisión, administración y recaudación en sus territorios, asegurándose de que se cumplieran las órdenes del Maestre y de la Orden en general. Esta posición les otorgaba considerable influencia y control local.
ClaveroEl Clavero, también conocido como el "guardián de las llaves", tenía la misión de custodiar y defender el castillo principal y el convento mayor de la Orden, ubicado en Calatrava la Nueva. Este cargo era considerado uno de los más importantes después del Maestre, ya que incluía funciones militares y de protección de la sede central de la Orden. El Clavero también era lugarteniente del Maestre y, en su ausencia, ejercía funciones de liderazgo militar.
PriorEncargado de la cura espiritual de los caballeros, el Prior representaba al abad de Morimond, la casa madre de la Orden en Francia. Su responsabilidad principal era la supervisión de la vida religiosa y la observancia de los votos cistercienses, además de promover el cumplimiento de las obligaciones espirituales de los caballeros y de los demás miembros de la comunidad.
SacristánEl Sacristán estaba encargado de la custodia de las reliquias, los vasos sagrados y los ornamentos de la Orden. Además, tenía la responsabilidad de preparar los rituales religiosos y de garantizar que el equipo litúrgico estuviera en condiciones óptimas. Esta posición reflejaba la devoción de la Orden hacia sus raíces cistercienses y el cuidado de su patrimonio religioso.
Obrero MayorResponsable de las construcciones y del mantenimiento de los edificios de la Orden, el Obrero Mayor supervisaba las obras en los castillos, iglesias y otras propiedades de la Orden. Era una dignidad crucial para el desarrollo y la preservación de la infraestructura defensiva y religiosa en los territorios bajo control de la Orden. El Obrero Mayor también coordinaba los trabajos de reparación y expansión de las fortalezas y otros proyectos de construcción.
VeedorEl Veedor tenía una función de auditoría dentro de la Orden. Su papel era supervisar los bienes de la Orden y la administración de recursos en sus encomiendas, asegurándose de que se gestionaran de acuerdo con las normas y los fines de la Orden. Esta dignidad permitía un control administrativo y financiero interno, y ayudaba a prevenir abusos en la gestión de propiedades y recursos.
Alguacil MayorEncargado de la justicia y del orden interno, el Alguacil Mayor se ocupaba de aplicar las normas y los castigos correspondientes dentro de la Orden. Esta figura era fundamental para mantener la disciplina entre los miembros y para asegurar que se respetaran las leyes y los principios de la comunidad calatrava.
TurcópelEl Turcópel era el oficial encargado de liderar los escuderos y la caballería ligera de la Orden. Su misión era especialmente importante en las acciones de reconocimiento, escolta y misiones de avanzada. Aunque era un puesto de menor rango que los oficiales mayores, el Turcópel era clave en el campo de batalla, donde coordinaba a las tropas auxiliares en la primera línea.
La estructura jerárquica de la Orden de Calatrava reflejaba su misión de combinar objetivos militares y religiosos. Cada dignidad estaba diseñada para garantizar la eficacia en ambos ámbitos y permitía a la Orden mantener una administración robusta en sus dominios. Este sistema organizativo contribuyó al fortalecimiento de la Orden, tanto en sus funciones bélicas en la Reconquista como en la gestión de sus vastos territorios en la península ibérica.

## Maestres de la Orden
1. Don García (1164–1169)
2. Fernando Icaza (1169–1170)

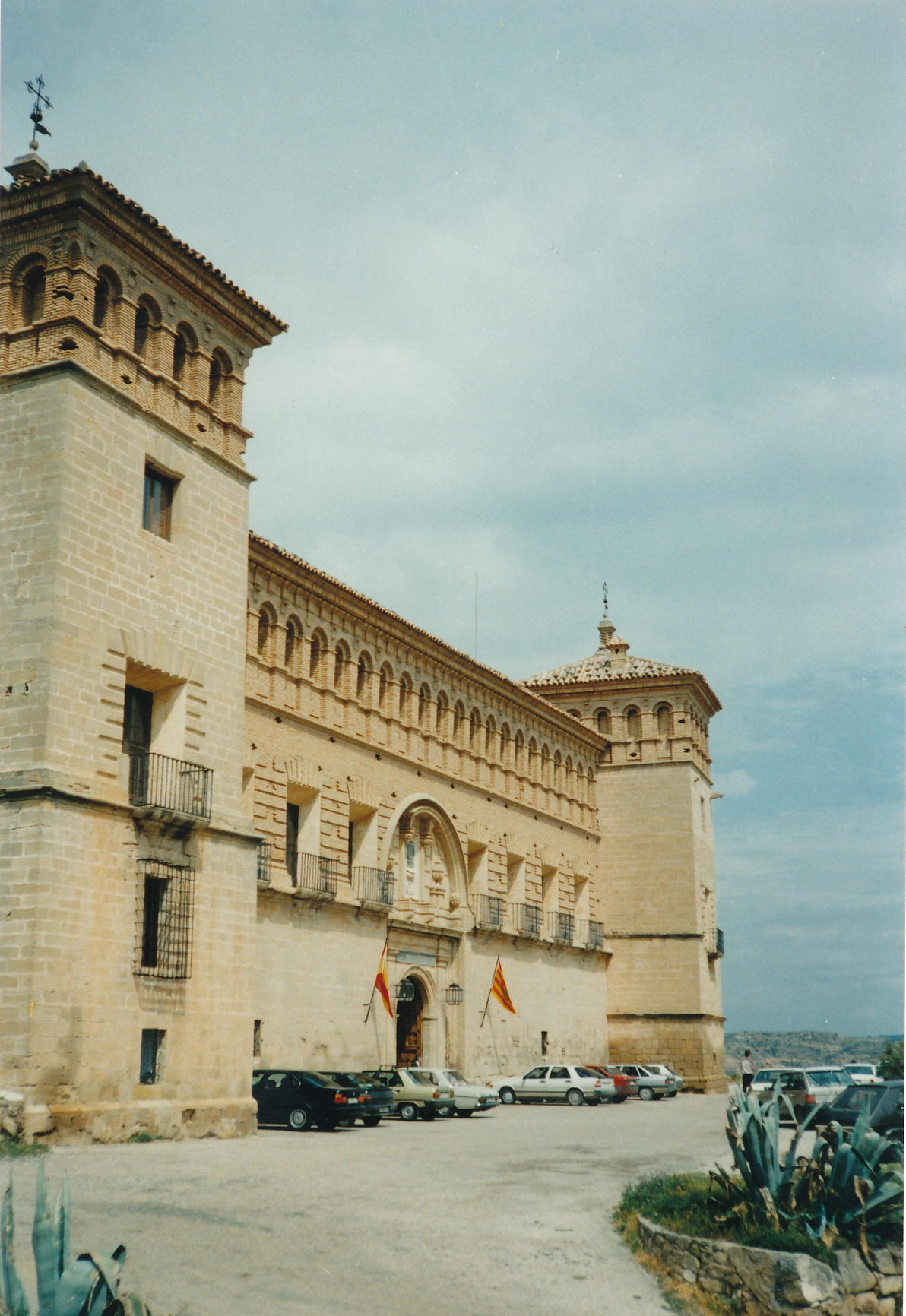
Castillo de los Calatravos en Alcañiz; hoy Parador de Turismo.

3. Martín Pérez de Siones (1170–1182)
4. Nuño Pérez de Quiñones (1182–1199)
5. Martín Martínez (1199–1207)
6. Ruy Díaz de Yanguas (1207–1212)
7. Rodrigo Garcés (1212–1216)
8. Martín Fernández de Quintana (1216–1218)
9. Gonzalo Yáñez de Novoa (1218–1238)
10. Martín Ruiz de Cevallos (1238–1240)
11. Gómez Manrique (1240–1243)
12. Fernando Ordóñez (1243–1254)
13. Pedro Yáñez (1254–1267)
14. Juan González (1267–1284)
15. Ruy Pérez Ponce de León (1284–1295)
16. Diego López de Santsoles (1295–1296)
17. García López de Padilla (1296–1322)
18. Juan Núñez de Prado (1322–1355)
19. Diego García de Padilla (1355–1365)
20. Martín López de Córdoba (1365–1371)
21. Pedro Muñiz de Godoy (1371–1384)
22. Pedro Álvarez de Pereira (1384–1385)
23. Gonzalo Núñez de Guzmán (1385–1404)
24. Enrique de Villena (1404–1407)
25. Luis González de Guzmán (1407–1443)
26. Fernando de Padilla (algunos meses de 1443)
27. Alonso de Aragón (finales de 1443–1445)
28. Pedro Girón (1445–1466)
29. Rodrigo Téllez Girón (1466–1482)
30. García López de Padilla (1482–1487)

A partir de 1487, el liderazgo de la Orden pasó a los reyes de España, comenzando con Fernando el Católico tras la integración de la Orden en la Corona Española por medio de una bula papal. Desde entonces, los monarcas de España ostentan el título de maestre de la Orden de Calatrava.

## Lugares y monumentos relacionados con la Orden

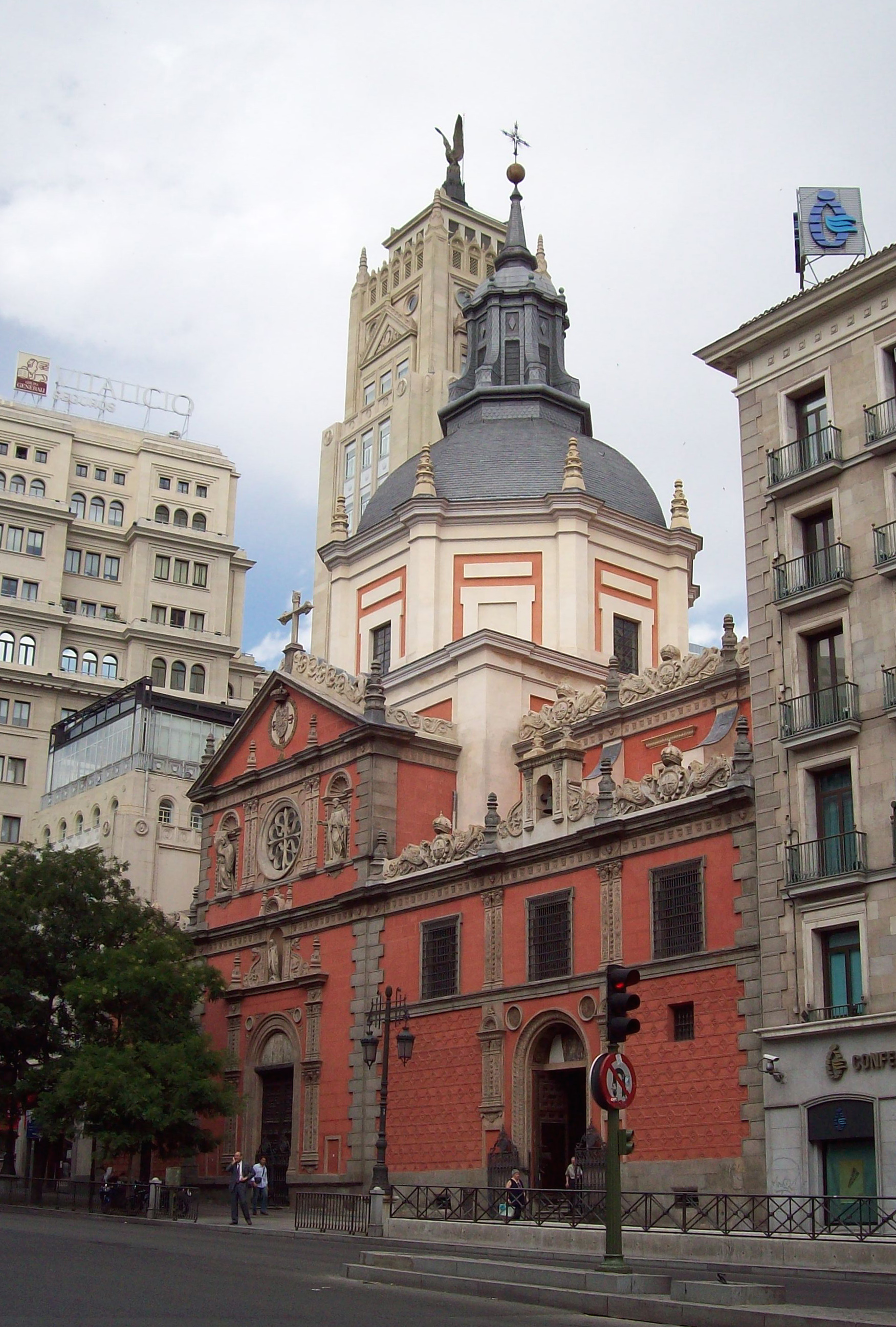
Iglesia de las Calatravas, Madrid.

### Comunidad Foral de Navarra
- Monasterio de Santa María la Real (Fitero), primera sede de la Orden durante el siglo XII y un importante centro cisterciense fundado por el abad Raimundo de Fitero.[36]

### Castilla-La Mancha

#### Provincia de Ciudad Real
- Almagro, ciudad principal de la Orden, donde destaca la Plaza Mayor con numerosos edificios históricos de la Orden.[37]
  - Iglesia de San Bartolomé Apóstol (Almagro), iglesia de estilo gótico y mudéjar promovida por la Orden como centro religioso en la región.[38]
- Castillo de Calatrava la Vieja (Carrión de Calatrava), antiguo bastión de la Orden y una de las primeras fortalezas cistercienses en la península, sede durante el siglo XII.[39]
- Castillo de Pilas Bonas (Manzanares), construido en 1239 y actualmente utilizado como hotel, restaurado respetando su estilo original. Declarado Bien de Interés Cultural.[40]
- Ermita-Convento de Nuestra Señora de la Estrella (Miguelturra), fundado por marqueses influyentes en la Orden y alberga una talla de la Virgen, patrona de Miguelturra.[41]
- Castillo de Salvatierra (Calzada de Calatrava), fortaleza estratégica que fue sede temporal al inicio del siglo XIII, cuando los caballeros abandonaron Calatrava la Vieja.[42]
- Castillo de Calatrava la Nueva (Aldea del Rey), sede definitiva de la Orden desde 1218, incluye iglesia gótica, convento, y torre del homenaje.[43]
- Palacio de Clavería (Aldea del Rey), residencia histórica del Clavero de la Orden, construido en el siglo XVI y con elementos renacentistas y escudos calatravos.[44]
- Santuario de Nuestra Señora de Oreto y Zuqueca (Granátula de Calatrava), antigua sede espiritual de la Orden, ligada a la ciudad de Oretum y su obispado.[45]
- Castillo de Bolaños de Calatrava (Bolaños de Calatrava), construido por los árabes y donado a la Orden por Berenguela de Castilla.[46]
- Santuario de la Virgen del Monte (Bolaños de Calatrava), construido por la Orden para evangelizar la zona tras la Reconquista.

#### Provincia de Guadalajara
- Monasterio de Monsalud (Córcoles), refugio de los caballeros tras la Batalla de Alarcos, conserva estructuras románicas y restos sepulcrales de antiguos maestres.[47]
- Castillo de Zorita de los Canes (Zorita de los Canes), donado a la Orden por Alfonso VIII en 1174, fue un importante centro de administración militar y de encomiendas.[48]

### Comunidad Valenciana

#### Provincia de Castellón
- Albocácer, la Orden recibió la carta-puebla en 1243, promoviendo la repoblación con colonos cristianos.[49]
- Bejís, concedido a la Orden por Jaime I de Aragón en 1235, sirvió como bastión defensivo en la frontera valenciana.[50]
- Torás, Teresa y Sacañet-Canales, formaron parte de la Encomienda de Bejís hasta 1843.

#### Provincia de Valencia
- Masamagrell, con carta-puebla otorgada en 1271, organizada en torno a una estructura de villas medievales bajo administración calatrava.[51]

### Comunidad de Madrid
- Iglesia de la Concepción Real de Calatrava (Madrid), construida entre 1670 y 1678 junto al convento de las Comendadoras de Calatrava, salvada de la demolición en 1870 gracias a la intervención del diputado Manuel Silvela.[52]

### Aragón

#### Provincia de Teruel
- Castillo de los Calatravos (Alcañiz), fortaleza de la Orden desde el siglo XII, utilizada como sede militar en el Bajo Aragón.[53]
- Palacio de la Encomienda (La Fresneda), edificación del siglo XVI en la comarca del Matarraña, conserva elementos arquitectónicos de la época calatrava.[54]

### Andalucía

#### Provincia de Córdoba
- Castillo de Priego de Córdoba (Priego de Córdoba), cedido a la Orden en 1246, que fortificó el castillo con una torre del homenaje.[55]
- Castillo de Cabra (Cabra), bajo control de la Orden desde finales del siglo XII, siendo una de las primeras posesiones cordobesas.[56]

#### Provincia de Jaén
- Iglesia de Nuestra Señora de la Natividad (Jamilena), reconstruida en 1559 con un proyecto inicial de convento para monjas calatravas.[57]
- Castillo de la Peña (Martos), principal fortaleza defensiva contra el reino nazarí, Monumento Histórico desde 1985.[58]
- Castillo de la Villa (Martos), remodelado para la defensa de la frontera con el reino nazarí, declarado Monumento Histórico en 1985.
- Castillo de Alcaudete (Alcaudete), cedido a la Orden por Fernando III y fundamental en la defensa de la frontera granadina.[59]
- Torre Nueva y Castillo de Porcuna (Porcuna), fortaleza construida por Luis González de Guzmán, residencia temporal de Boabdil.[60]
- Iglesia de San Benito (Porcuna), de arquitectura cisterciense, sede de reuniones de caballeros calatravos.[61]

### Región de Murcia
- Casa de la Encomienda de Abanilla (Abanilla), construida en el siglo XVIII, sede de la Orden hasta el siglo XIX.[62]